# Yongning (Pekín)
Yongning (en chino, 永宁; pinyin, Yǒngníng; literalmente, ‘paz eterna’) es un poblado bajo la administración directa del Distrito Yanqing de Beijing, capital de la República Popular China. Su área es de 146 km² y su población total para 2020 superó los 23 mil habitantes.

## Administración
Desde julio de 2020, el  poblado Yongning se divide en 37 localidades que se administran en 1 comunidad (urbana) y 36 aldeas (rural). 